# Liste der Bodendenkmäler in Kirchenpingarten
Auf dieser Seite sind die Bodendenkmäler in der oberfränkischen Gemeinde Kirchenpingarten zusammengestellt. Diese Tabelle ist eine Teilliste der Liste der Bodendenkmäler in Bayern. Grundlage ist die Bayerische Denkmalliste, die auf Basis des Bayerischen Denkmalschutzgesetzes vom 1. Oktober 1973 erstmals erstellt wurde und seither durch das Bayerische Landesamt für Denkmalpflege geführt wird. Die folgenden Angaben ersetzen nicht die rechtsverbindliche Auskunft der Denkmalschutzbehörde.

## Bodendenkmäler in Kirchenpingarten
| Lage                              | Objekt | Akten-Nr.     | Bild           |
| --------------------------------- | --- | ------------- | -------------- |
| (Standort)                        | Befunde der frühen Neuzeit im Bereich des ehemaligen Wasserschlosses Reislas.                                   | D-4-6036-0030 |                |
| Kirchweg 2; Kirchweg 4 (Standort) | Befunde der frühen Neuzeit im Bereich der katholischen Pfarrkirche St. Jakobus der Ältere von Kirchenpingarten. | D-4-6036-0039 | weitere Bilder |
| (Standort)                        | Vorgängerbauten und Befunde der frühen Neuzeit im Bereich des ehemaligen Schlosses von Tressau.                 | D-4-6036-0049 |                |